# 2008年夏季奧林匹克運動會游泳比賽
2008年夏季奧林匹克運動會游泳比賽由8月9日至21日分別於北京國家游泳中心以及順義奧林匹克水上公園舉行。所有在北京國家游泳中心進行的游泳比賽於8月17日前完成，而新加入的男、女子10公里馬拉松游泳比賽則8月20日至21日進行。
在奧運舉行前的兩年，國際奧委會宣佈是屆奧運中的大部份游泳小項的決賽會於北京時間上午舉行，因游泳項目是歐洲多國最受歡迎的奧運項目之一，當賽事會於北京的上午舉行時，歐洲多國正值午夜，此舉會令游泳項目的電視轉播收視率下降，從而使廣告收益減少。故此，歐洲廣播聯盟（EBU）表示「不排除將訴諸法律，以求解決雙方在比賽時間安排上的分歧」。

## 各國獎牌榜
*   主办国家/地区（中国）
| 排名                      | 国家 / 地区               | 金牌 | 銀牌 | 銅牌 | 总计 |
| ------------------------- | ------------------------- | ---- | ---- | ---- | ---- |
| 1                         | 美国（USA）               | 12   | 9    | 10   | 31   |
| 2                         | （AUS）                   | 6    | 6    | 8    | 20   |
| 3                         | 英国（GBR）               | 2    | 2    | 2    | 6    |
| 4                         | 日本（JPN）               | 2    | 0    | 3    | 5    |
| 5                         | 德国（GER）               | 2    | 0    | 1    | 3    |
| 6                         | 荷兰（NED）               | 2    | 0    | 0    | 2    |
| 7                         | 中国（CHN）*              | 1    | 3    | 2    | 6    |
| 8                         | 津巴布韦（ZIM）           | 1    | 3    | 0    | 4    |
| 9                         | 法国（FRA）               | 1    | 2    | 3    | 6    |
| 10                        | 俄罗斯（RUS）             | 1    | 1    | 2    | 4    |
| 11                        | 意大利（ITA）             | 1    | 1    | 0    | 2    |
| 11                        | 韩国（KOR）               | 1    | 1    | 0    | 2    |
| 13                        | 巴西（BRA）               | 1    | 0    | 1    | 2    |
| 14                        | 突尼斯（TUN）             | 1    | 0    | 0    | 1    |
| 15                        | 匈牙利（HUN）             | 0    | 3    | 0    | 3    |
| 16                        | 挪威（NOR）               | 0    | 1    | 1    | 2    |
| 17                        | 斯洛文尼亚（SLO）         | 0    | 1    | 0    | 1    |
| 17                        | 塞尔维亚（SRB）           | 0    | 1    | 0    | 1    |
| 19                        | 奥地利（AUT）             | 0    | 0    | 1    | 1    |
| 19                        | 加拿大（CAN）             | 0    | 0    | 1    | 1    |
| 19                        | 丹麦（DEN）               | 0    | 0    | 1    | 1    |
| 总计（共21个国家 / 地区） | 总计（共21个国家 / 地区） | 34   | 34   | 36   | 104  |

## 參賽資格
國際泳聯為北京奧運會游泳比賽規定的達標標準分為A標準和B標準；達標期限為2007年3月15日到2008年的7月15日。按照規定，每個國家及地區奧委會有兩名或兩名以上運動員在同一個項目達到水準較高的A標準，才能派出兩名選手參加奧運會；如果只有一人達到水準相對較低的B標準，就只能有一人參加該項目比賽。
- 個人項目：
  - 每個項目有兩名選手達A標的奧委會可最多報兩名達標選手；如果僅達B標，則只能報1名達標選手；如果沒有一名選手達標，則可報男女各1名選手；如果只有1名選手達標，則還可以為另一性別的選手報名（該選手必須參加了2007年游泳世錦賽）。
- 接力項目：
  - 每個接力項目最多16支隊伍參賽，各奧委會在每個接力項目上最多只能報1隊，獲得個人賽資格的選手可以報名接力項目。獲得一個 接力項目參賽資格的奧委會還可以額外報兩人，兩個接力項目可多報4人，3個接力項目可多報6人，4個接力項目可多報10人，5個接力項目可多 報12人，6個接力項目可多報16人，但這些選手必須達B標。
  - 2007年世界游泳錦標賽接力項目成為本屆賽事的預賽，每個小項的初12名完成者均會獲得參賽資格，其餘4支隊伍會根據成績而取得國際泳聯發出的參賽資格。
- 馬拉松游泳：
  - 男女各25人，各奧委會男女各限報2人。

注：個人項目參賽名額由達標選手本人獲得，接力項目由各奧委會獲得。
國際泳聯參加達標：
| 小項         | 男子A級  | 男子B級  | 女子A級  | 女子B級  |
| ------------ | -------- | -------- | -------- | -------- |
| 50米自由式   | 00:22.35 | 00:23.13 | 00:25.43 | 00:26.32 |
| 100米自由式  | 00:49.23 | 00:50.95 | 00:55.24 | 00:57.17 |
| 200米自由式  | 01:48.72 | 01:52.53 | 01:59.29 | 02:03.47 |
| 400米自由式  | 03:49.96 | 03:58.01 | 04:11.26 | 04:20.05 |
| 800米自由式  | -        | -        | 08:35.98 | 08:54.04 |
| 1500米自由式 | 15:13.16 | 15:45.12 | -        | -        |
| 100米背泳    | 00:55.14 | 00:57.07 | 01:01.70 | 01:03.86 |
| 200米背泳    | 01:59.72 | 02:03.91 | 02:12.73 | 02:17.38 |
| 100米蛙泳    | 01:01.57 | 01:03.72 | 01:09.01 | 01:11.43 |
| 200米蛙泳    | 02:13.69 | 02:18.37 | 02:28.21 | 02:33.40 |
| 100米蝶泳    | 00:52.86 | 00:54.71 | 00:59.35 | 01:01.43 |
| 200米蝶泳    | 01:57.67 | 02:01.79 | 02:10.84 | 02:15.42 |
| 200 米混合泳 | 02:01.40 | 02:05.65 | 02:15.27 | 02:19.97 |
| 400 米混合泳 | 04:18.40 | 04:27.44 | 04:45.08 | 04:55.06 |

## 比賽項目
本屆奧運相比上屆奧運游泳比賽新增了男、女子10公里馬拉松游泳的小項，因此本屆游泳專項的小項共有34個（男女子各有17項比賽）。
- 自由泳：50米，100米，200米，400米，800米（只限女子）, 1500米（只限男子）, 4×100米接力，4×200米接力，10公里馬拉松游泳
- 背泳：100米，200米
- 蛙泳：100米，200米
- 蝶泳：100米，200米
- 混合泳：200米，400米，4×100米接力

## 各項成績

### 男子
| 項目                      | 金牌 | 金牌          | 银牌 | 银牌         | 铜牌 | 铜牌         |
| 50米自由泳（詳細）        | 塞萨尔·（巴西） | 21.30 (OR)    | 阿莫里·（法国） | 21.45        | 阿兰·（法国） | 21.49        |
| 100米自由泳（詳細）       | 阿兰·（法国） | 47.21         | 埃蒙·（） | 47.32        | 贾森·（美国） · 塞萨尔·（巴西）                                                                                     | 47.67        |
| 200米自由泳（詳細）       | 迈克尔·菲尔普斯（美国） | 1:42.96 (WR)  | 朴泰桓（韩国） | 1:44.85 (AS) | 彼得·（美国） | 1:45.14      |
| 400米自由泳（詳細）       | 朴泰桓（韩国） | 3:41.86 (AS)  | 張琳（中国） | 3:42.44      | 拉森·（美国） | 3:42.78 (AM) |
| 1500米自由泳（詳細）      | 乌萨马·迈卢利（突尼斯） | 14:40.84 (AF) | 格兰特·（） | 14:41.53     | 瑞安·（加拿大） | 14:42.69     |
| 100米蝶泳（詳細）         | 迈克尔·菲尔普斯（美国） | 50.58 (OR)    | 米洛拉德·查维奇（塞尔维亚） | 50.59 (ER)   | 安德罗·（） | 51.12 (OC)   |
| 200米蝶泳（詳細）         | 迈克尔·菲尔普斯（美国） | 1:52.03 (WR)  | 拉斯洛·（匈牙利） | 1:52.70 (ER) | 松田丈志（日本） | 1:52.97 (AS) |
| 100米背泳（詳細）         | 阿伦·（美国） | 52.54 (WR)    | 马特·（美国） | 53.11        | 海登·（） · （俄罗斯）                                                                                              | 53.18        |
| 200米背泳（詳細）         | （美国） | 1:53.94 (WR)  | 阿伦·（美国） | 1:54.33      | （俄罗斯） | 1:54.93 (ER) |
| 100米蛙泳（詳細）         | 北岛康介（日本） | 58:91 (WR)    | 亚历山大·（挪威） | 59.20        | 于格·（法国） | 59.37        |
| 200米蛙泳（詳細）         | 北岛康介（日本） | 2:07.64 (OR)  | 布伦顿·（） | 2:08.88 (OC) | 于格·（法国） | 2:08.94      |
| 200米混合泳（詳細）       | 迈克尔·菲尔普斯（美国） | 1:54.23 (WR)  | 拉斯洛·（匈牙利） | 1:56.52 (ER) | （美国） | 1:56.53      |
| 400米混合泳（詳細）       | 迈克尔·菲尔普斯（美国） | 4:03.84 (WR)  | 拉斯洛·（匈牙利） | 4:06.16 (ER) | （美国） | 4:08.09      |
| 4×100米自由泳接力（詳細） | 美国（USA） · 迈克尔·菲尔普斯 · 加勒特·韦伯-盖尔 · 卡伦·琼斯 · 贾森· · 内森·阿德里安（预赛） · 本杰明·怀尔德曼-托布里（预赛） · 马特·（预赛） | 3:08.24 (WR)  | 法国（FRA） · 阿莫里· · 法比安·吉羅 · 弗雷德里克·布斯凯 · 阿兰· · 格雷戈里·马莱（预赛） · 鲍里斯·斯泰梅茨（预赛）                           | 3:08.32 (ER) | （AUS） · 埃蒙· · 安德罗· · 阿什利·卡卢斯 · 马特·塔吉特 · 利思·布罗迪（预赛） · 帕特里克·墨菲（预赛）               | 3:09.91 (OC) |
| 4×200米自由泳接力（詳細） | 美国（USA） · 迈克尔·菲尔普斯 · 里基·贝伦斯 · 彼得· · 戴维·沃尔特斯（预赛） · 埃里克·文德特（预赛） · 克莱特·凯勒（预赛）                     | 6:58.56 (WR)  | 俄罗斯（RUS） · 尼基塔·洛宾采夫 · 叶夫根尼·拉古诺夫 · 丹尼拉·伊佐托夫 · 亚历山大·苏霍鲁科夫 · 米哈伊尔·波利修克（预赛）                     | 7:03.70 (ER) | （AUS） · 帕特里克·墨菲 · 格兰特·哈克特 · 格兰特·布里茨 · 尼克·弗罗斯特 · 利思·布罗迪（预赛） · 柯克·帕尔默（预赛） | 7:08.41      |
| 4×100米混合泳接力（詳細） | 美国（USA） · 迈克尔·菲尔普斯 · 阿伦· · 布伦丹·汉森 · 贾森· · 伊恩·克罗克（预赛） · 马克·冈格洛夫（预赛） · 马特·（预赛） · 韦伯·盖尔（预赛） | 3:29.34 (WR)  | （AUS） · 埃蒙· · 安德罗· · 布伦顿· · 海登· · 阿什利·德拉尼（预赛） · 克里斯蒂安·施普伦格（预赛） · 亚当·派因（预赛） · 马特·塔吉特（预赛） | 3:30.04 (OC) | 日本（JPN） · 宫下纯一 · 北岛康介 · 藤井拓郎 · 佐藤久佳                                                             | 3:31.18 (AS) |
| 10公里馬拉松游泳（詳細）  | 马尔滕·范德韦登（荷兰） | 1:51:51.6     | 戴维·（英国） | 1:51:53.1    | 托马斯·卢尔茨（德国） | 1:51:53.6    |

### 女子
| 項目                      | 金牌 | 金牌         | 银牌 | 银牌         | 铜牌 | 铜牌         |
| 50米自由泳（詳細）        | 布丽塔·（德国） | 24.06 (OR)   | 达拉·（美国） | 24.07        | 凯特·（） | 24.17        |
| 100米自由泳（詳細）       | 布丽塔·（德国） | 53.12 (OR)   | 莉斯贝丝·（） | 53.16        | 纳塔莉·（美国） | 53.39 (=AM)  |
| 200米自由泳（詳細）       | 费代丽卡·佩莱格里尼（意大利） | 1:54.82 (WR) | 萨拉·（斯洛文尼亚） | 1:54.97      | 庞佳颖（中国） | 1:55.05 (AS) |
| 400米自由泳（詳細）       | 丽贝卡·（英国） | 4:03.22      | 凯蒂·（美国） | 4:03.29      | （英国） | 4:03.52      |
| 800米自由泳（詳細）       | 丽贝卡·（英国） | 8:14.10 (WR) | 阿莱西娅·菲利皮（意大利） | 8:20.23      | 洛特·（丹麦） | 8:23.03      |
| 100米蝶泳（詳細）         | 莉斯贝丝·（） | 56.73 (OC)   | 克里斯蒂娜·（美国） | 57.10        | 杰茜卡·（） | 57.25        |
| 200米蝶泳（詳細）         | 刘子歌（中国） | 2:04.18 (WR) | 焦刘洋（中国） | 2:04.72      | 杰茜卡·（） | 2:06.26      |
| 100米背泳（詳細）         | 纳塔莉·（美国） | 58.96 (AM)   | 科斯蒂·（津巴布韦） | 59.19        | 玛格丽特·（美国） | 59.34        |
| 200米背泳（詳細）         | 科斯蒂·（津巴布韦） | 2:05.24 (WR) | 玛格丽特·（美国） | 2:06.23      | 中村禮子（日本） | 2:07.13 (AS) |
| 100米蛙泳（詳細）         | （） | 1:05.17 (OR) | 丽贝卡·（美国） | 1:06.73      | 米尔娜·尤基克（奥地利） | 1:07.34      |
| 200米蛙泳（詳細）         | 丽贝卡·（美国） | 2:20.22 (WR) | （） | 2:22.05      | 萨拉·（挪威） | 2:23.02 (ER) |
| 200米混合泳（詳細）       | 斯蒂芬妮·（） | 2:08.45 (WR) | 科斯蒂·（津巴布韦） | 2:08.59 (AF) | 纳塔莉·（美国） | 2:10.34      |
| 400米混合泳（詳細）       | 斯蒂芬妮·（） | 4:29.45 (WR) | 科斯蒂·（津巴布韦） | 4:29.89 (AF) | 凯蒂·（美国） | 4:31.71      |
| 4×100米自由泳接力（詳細） | 荷兰（NED） · 英厄·德克尔 · 拉诺米·克罗莫维焦约 · 费姆克·海姆斯凯克 · 马伦·费尔德海斯 · 欣克琳·斯赫勒德（預賽） · 玛农·范罗艾因（預賽）                             | 3:33.76 (OR) | 美国（USA） · 纳塔莉· · 莱茜·尼梅耶 · 卡拉·琳恩·乔伊斯 · 达拉· · 朱莉娅·斯米特（預賽） · 埃米莉·西尔弗（預賽）                                       | 3:34.33 (AM) | （AUS） · 凯特· · 艾丽斯·米尔斯 · 梅拉妮·施伦格 · 莉斯贝丝· · 谢恩·里斯（預賽）                                                       | 3:35.05 (OC) |
| 4×200米自由泳接力（詳細） | （AUS） · 斯蒂芬妮· · 勃朗特·巴勒特 · 凯莉·帕尔默 · 琳达·麦肯齐 · 费莉西蒂·加尔韦斯（預賽） · 安吉·班布里奇（預賽） · 梅拉妮·施伦格（預賽） · 拉拉·达文波特（預賽） | 7:44.31 (WR) | 中国（CHN） · 朱倩蔚 · 庞佳颖 · 谭淼 · 杨雨 · 汤景之（預賽）                                                                                         | 7:45.93 (AS) | 美国（USA） · 纳塔莉· · 艾莉森·施米特 · 卡罗琳·伯克尔 · 凯蒂· · 克里斯蒂娜·马歇尔（預賽） · 金·范登堡（預賽） · 朱莉娅·斯米特（預賽） | 7:46.33 (AM) |
| 4×100米混合泳接力（詳細） | （AUS） · 埃米莉·西博姆 · 杰茜卡· · 莉斯贝丝· · 塔妮·怀特（預賽） · 费莉西蒂·加尔韦斯（預賽） · 谢恩·里斯（預賽）                                                   | 3:52.69 (WR) | 美国（USA） · 纳塔莉· · 丽贝卡· · 克里斯蒂娜· · 达拉· · 玛格丽特·（預賽） · 梅甘·詹德里克（預賽） · 伊莱恩·布里登（預賽） · 卡拉·琳恩·乔伊斯（預賽） | 3:53.30 (AM) | 中国（CHN） · 赵菁 · 庞佳颖 · 周雅菲 · 孙晔 · 徐田龙子（預賽）                                                                        | 3:56.11 (AS) |
| 10公里馬拉松游泳（詳細）  | 拉里莎·伊利琴科（俄罗斯） | 1:59:27.7    | 克丽-安妮·佩恩（英国） | 1:59:29.2    | 卡桑德拉·帕滕（英国） | 1:59:31.0    |

## 外部連結
- 本屆奧運各項項目比賽時間表